# Гошен (Арканзас)
Гошен (англ. Goshen) — город, расположенный в округе Вашингтон (штат Арканзас, США) с населением в 752 человека по статистическим данным переписи 2000 года.

## География
По данным Бюро переписи населения США город Гошен имеет общую площадь в 29,27 квадратных километров, из которых 29,01 кв. километров занимает земля и 0,26 кв. километров — вода. Площадь водных ресурсов округа составляет 0,89 % от всей его площади.
Город Гошен расположен на высоте 363 метра над уровнем моря.

## Демография
По данным переписи населения 2000 года в Гошене проживало 752 человека, 211 семей, насчитывалось 277 домашних хозяйств и 310 жилых домов. Средняя плотность населения составляла около 25,7 человека на один квадратный километр. Расовый состав Гошена по данным переписи распределился следующим образом: 96,28 % белых, 0,13 % — чёрных или афроамериканцев, 0,8 % — коренных американцев, 0,4 % — азиатов, 1,33 % — представителей смешанных рас, 1,06 % — других народностей. Испаноговорящие составили 0,8 % от всех жителей города.
Из 277 домашних хозяйств в 37,2 % — воспитывали детей в возрасте до 18 лет, 69,7 % представляли собой совместно проживающие супружеские пары, в 4 % семей женщины проживали без мужей, 23,8 % не имели семей. 18,8 % от общего числа семей на момент переписи жили самостоятельно, при этом 7,2 % составили одинокие пожилые люди в возрасте 65 лет и старше. Средний размер домашнего хозяйства составил 2,71 человек, а средний размер семьи — 3,16 человек.
Население города по возрастному диапазону по данным переписи 2000 года распределилось следующим образом: 27,1 % — жители младше 18 лет, 7,7 % — между 18 и 24 годами, 30,3 % — от 25 до 44 лет, 24,7 % — от 45 до 64 лет и 10,1 % — в возрасте 65 лет и старше. Средний возраст жителей составил 38 лет. На каждые 100 женщин в Гошене приходилось 98,4 мужчин, при этом на каждые сто женщин 18 лет и старше приходилось 98,6 мужчин также старше 18 лет.
Средний доход на одно домашнее хозяйство в городе составил 47 083 доллара США, а средний доход на одну семью — 52 891 доллар. При этом мужчины имели средний доход в 32 353 доллара США в год против 21 750 долларов среднегодового дохода у женщин. Доход на душу населения в городе составил 18 513 долларов в год. 5,6 % от всего числа семей в городе и 6,4 % от всей численности населения находилось на момент переписи населения за чертой бедности, при этом 5,8 % из них были моложе 18 лет и 6 % — в возрасте 65 лет и старше.